# 伊達実元
伊達 実元（だて さねもと）は、戦国時代から安土桃山時代の武将。陸奥国信夫郡大森城主。もとは越後守護・上杉氏を継ぐ予定であったが天文の乱により頓挫、その後は奥州に残り一門の重鎮として活躍した。のちの亘理伊達家の家祖にあたる。

## 生涯
大永7年（1527年）、陸奥国の戦国大名・伊達稙宗の子として生まれる。幼名は時宗丸。
縁戚（実元の父方の祖母が上杉氏出身）である越後守護・上杉定実の養子に入ることになり（時宗丸の母が越後鳥坂城主・中条藤資の妹であることから選ばれたという）、定実から一字を拝領して上杉実元と名乗るなど準備が進められた。
現在伊達氏の家紋として有名な「竹に雀」はこの時に名刀「宇佐美貞光」と共に実元に贈られた引出物である。
ところが天文11年（1542年）、稙宗が越後に向かう実元に家中の精鋭100騎を随行させようとしていることを知った実元の兄・晴宗がこれに反発し、かねてから稙宗の政策に不満を抱いていた中野宗時・桑折景長ら重臣の支持を受けて稙宗を西山城に幽閉する。
しかし、西山城からの脱出に成功した稙宗は晴宗に対して兵を向け、ここに南奥羽全域を巻き込んだ天文の乱が勃発した。実元は稙宗方に属して信達地方で奮戦したものの、乱が晴宗方の勝利に終わると実元は晴宗に降伏し赦免された。同時に越後でも入嗣反対派が抗争に勝利したため、実元の上杉氏への入嗣案は立ち消えとなった。
乱後に晴宗が米沢城へと居城を遷すと、晴宗の二女を娶って大森城主となった実元が晴宗に代わって信達地方の統治を担うことになった。延宝7年（1679年）の「御知行被下置御帳」によれば、当時の実元の所領は信夫郡の内31か村、名取郡の内2か村であったという。甥・輝宗が当主となると、田村氏・相馬氏と戦い、隣接する畠山氏・大内氏ら近隣の小大名を伊達家の支配下へと組み込んでいった。
天正2年（1574年）4月3日、実元は、南の二本松の主、畠山義継と戦に及び、二本松の支城の八町目城を攻め取る。
天正4年（1576年）8月、伊達氏と相馬氏の戦いになり、実元は十六番備として伊具表に出陣。
天正11年（1583年）、嫡男・成実に家督を譲って八丁目城に隠居し棲安斎と号したが、隠居後も引き続き一門の長老として外交・調略に従事し、成実と共にたびたび政宗の苦境を救った。
天正15年（1587年）4月16日、八丁目城にて死去。享年61。天保7年（1836年）、亘理伊達氏第12代当主・伊達宗恒によって大雄寺に実元の霊屋が建立された。この霊屋は、昭和49年（1974年）に成実霊屋・実氏霊屋と共に亘理町より文化財指定を受けた。

## 系譜
- 正室：鏡清院（兄・伊達晴宗の二女） 
  - 伊達成実